# 대한민국-아프가니스탄 관계
대한민국과 아프가니스탄은 1973년에 수교하였으나, 아프가니스탄에 소련의 공산주의 이념에 영향을 받은 사회주의 공화국이 출범하여 따라서 1978년에 단교하게 된다. 이후 2002년에 외교관계 복원에 합의하여 양국 수도에 대사관을 설치하였다. 2007년에는 탈레반 한국인 납치 사건이 발생하기도 하였다. 2002년부터 한국은 아프가니스탄에 동의부대 및 다산부대를 파견하였고, 아프가니스탄 정부에 공적개발원조를 지원하였다. 2021년에 아프가니스탄의 정부가 붕괴되고 탈레반 정부가 출범함으로서 양국관계는 다시 단절되었다. 탈레반 정부는 대한민국 정부에 정부승인을 요청하였으나 무반응으로 사실상 거절한 상태이다.

## 같이 보기
- 동의부대
- 다산부대
- 아프가니스탄 전쟁 (2001년~2021년)
- 탈레반 한국인 납치 사건